# Argyrodes vatovae
Argyrodes vatovae là một loài nhện trong họ Theridiidae.
Loài này thuộc chi Argyrodes. Argyrodes vatovae được Lodovico di Caporiacco miêu tả năm 1940.